# This Is Hardcore
This Is Hardcore es el sexto álbum de la banda Pulp, editado en marzo de 1998. Lanzado tres años después de su gran éxito comercial Different Class, fue largamente esperado. Aunque no alcanzó el mismo éxito comercial que su predecesor, llegó al número uno en las listas. Además, el álbum fue bien recibido por la crítica y le dio a la banda su tercera nominación consecutiva, en 1998, para los Mercury Music Prize. Las primeras versiones del álbum en el Reino Unido venían con un disco bonus en vivo, llamado This is Glastonbury. Una edición deluxe del álbum fue lanzada el 11 de septiembre de 2006, que incluye un CD extra con lados B, demos y rarezas. 
El diseño de la portada fue dirigido por el pintor estadounidense, John Currin, quien es conocido por pintar formas femeninas exageradas. Currin fue también el director del video "Help the Aged", basado en su pintura "The Never Ending Story". Los pósteres de promoción, mostraban la portada del álbum que aparecía en la escena underground de Londres siendo retocadas por artistas de grafitis con eslóganes como "This Offends Women", "This is Sexiest" o "This is Demeaning".
Al igual que Different Class, el álbum fue incluido en el libro 1001 discos que hay que escuchar antes de morir.

## Lista de canciones

### Versión en Reino Unido
1. "The Fear" – 5:35
2. "Dishes" – 3:30
3. "Party Hard" – 4:00
4. "Help the Aged"  – 4:28
5. "This Is Hardcore" – 6:25
6. "TV Movie" – 3:25
7. "A Little Soul"  – 3:19
8. "I'm a Man" – 4:59
9. "Seductive Barry" – 8:31
10. "Sylvia" – 5:44
11. "Glory Days" – 4:55
12. "The Day After the Revolution" – 14:56

### This Is Glastonburydisco en vivo
1. "The Fear"
2. "Live Bed Show"
3. "TV Movie"
4. "A Little Soul"
5. "Party Hard"
6. "Help The Aged"
7. "Seductive Barry"

### Disco Bonus, Edición Deluxe
1. "Cocaine Socialism" (Proper Version) - 5:14
2. "It's a Dirty World" (Recording Session Outtake) - 5:13
3. "Like a Friend" - 4:32
4. "The Professional" - 5:09
5. "Ladies' Man" - 4:44
6. "Laughing Boy" - 3:50
7. "We Are the Boyz" - 3:15
8. "Tomorrow Never Dies" (Rough Mix) - 4:53
9. "Can I Have My Balls Back, Please?" (Demo) - 4:16
10. "Modern Marriage" (Demo) - 4:54
11. "My Erection" (Demo) - 4:22
12. "You Are the One" (Demo) - 4:28
13. "Street Operator" (Demo) - 3:52
14. "This Is Hardcore" (End of the Line Mix) - 2:06

### Versión en Estados Unidos
Esta versión contiene una versión editada de "The Day After the Revolution" y añade el B-side "Like a Friend" como bonus track.
1. "The Fear" – 5:35
2. "Dishes" – 3:30
3. "Party Hard" – 4:00
4. "Help the Aged"  – 4:28
5. "This Is Hardcore" – 6:25
6. "TV Movie" – 3:25
7. "A Little Soul"  – 3:19
8. "I'm a Man" – 4:59
9. "Seductive Barry" – 8:31
10. "Sylvia" – 5:44
11. "Glory Days" – 4:55
12. "The Day After the Revolution" – 5:52
13. "Like a Friend" (bonus track) – 4:32

### Versión en Japón
Esta versión contiene dos bonus tracks y también incluye el disco "This Is Glastonbury" con dos bonus track del mismo show.
1. "The Fear" – 5:35
2. "Dishes" – 3:30
3. "Party Hard" – 4:00
4. "Help the Aged"  – 4:28
5. "This Is Hardcore" – 6:25
6. "TV Movie" – 3:25
7. "A Little Soul"  – 3:19
8. "I'm a Man" – 4:59
9. "Seductive Barry" – 8:31
10. "Sylvia" – 5:44
11. "Glory Days" – 4:55
12. "The Day After the Revolution" – 14:56
13. "Like a Friend" (bonus track) – 4:32
14. "Tomorrow Never Lies" (bonus track) - 4:53

Disco bonus para Japón
1. "The Fear" (Live)
2. "Live Bed Show" (Live)
3. "TV Movie" (Live)
4. "A Little Soul" (Live)
5. "Party Hard" (Live)
6. "Help the Aged" (Live)
7. "Seductive Barry" (Live)
8. "This Is Hardcore" (Live) (bonus track)
9. "Glory People: Glory Days / Common People" (Live) (bonus track)

### Doble vinilo limitado para el Reino Unido

#### Lado uno
1. "The Fear" – 5:35
2. "Dishes" – 3:30
3. "Party Hard" – 4:00
4. "Help the Aged"  – 4:28
5. "This Is Hardcore" – 6:25

#### Lado dos
1. "TV Movie" – 3:25
2. "A Little Soul"  – 3:19
3. "I'm a Man" – 4:59
4. "Seductive Barry" – 8:31

#### Lado tres
1. "Sylvia" – 5:44
2. "Glory Days" – 4:55
3. "The Day After the Revolution" – 14:56

#### Lado cuatro
1. "Tomorrow Never Lies" - 4:53
2. "Laughing Boy" - 3:50
3. "The Professional" - 5:09
4. "This is Hardcore" (End of the Line Mix) - 2:06

## Sencillos
En el Reino Unido fueron lanzados cuatro sencillos de este álbum:
1. "Help the Aged" (10 de noviembre de 1997)
2. "This Is Hardcore" (16 de marzo de 1998)
3. "A Little Soul" (8 de junio de 1998)
4. "Party Hard" (7 de septiembre de 1998)

- "The Fear" fue lanzado solo como un sencillo de promoción en los Estados Unidos en 1998, nunca fue lanzado comercialmente.

## Posiciones en las listas
| Título                                | Fecha de lanzamiento    | UK | US  |
| This Is Hardcore (álbum)              | 30 de marzo de 1998     | 1  | 114 |
| "Help the Aged"                       | 10 de noviembre de 1997 | 8  | -   |
| "This Is Hardcore" (sencillo)         | 16 de marzo de 1998     | 12 | -   |
| "A Little Soul" / "Cocaine Socialism" | 8 de junio de 1998      | 22 | -   |
| "Party Hard"                          | 7 de septiembre de 1998 | 29 | -   |

| Predecesor: The Best of de James | Álbum número uno en Reino Unido 11 de abril de 1998 – 17 de abril de 1998 | Sucesor: Life thru a Lens por Robbie Williams |

- Datos: Q550525